# 반천황제운동연락회

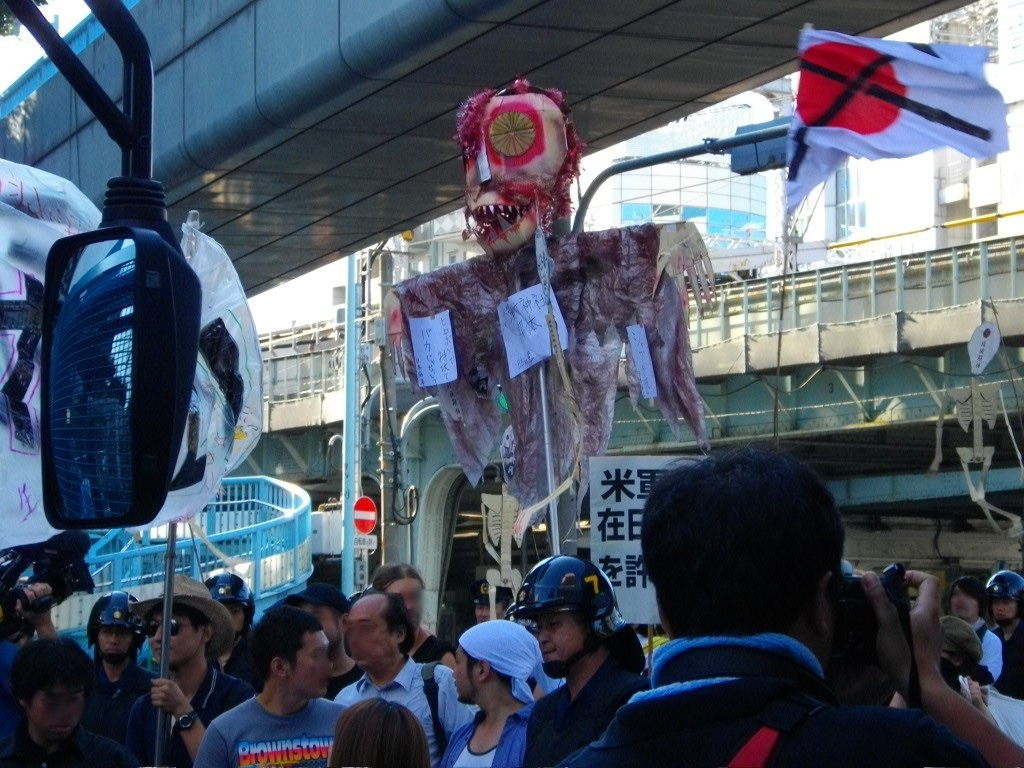

반천황제운동연락회(일본어: 反天皇制運動連絡会 한텐노세이운도렌라쿠카이[*])는 반황실투쟁을 목적으로 하는 일본의 신좌파 단체다. 약칭은 반천련(反天連). 기관지로 『반천황제운동 카니발』(反天皇制運動カーニバル)을 발행한다.
1984년(쇼와 59년) 쇼와 기념공원 개원 반대투쟁을 하던 신좌파 평론가 간 다카유키가 발기인이 되어 결성했다. 쇼와 천황 재위 60주년 기념식, 쇼와 천황 대상례, 금상천황 아키히토의 즉위례 등 황실 관련 행사가 있을 때마다 그 행사를 반대하는 활동을 했다. 반황실투쟁은 중핵파나 혁노협 같은 유력 신좌파 정파들에서도 논하는 바이지만 반천련은 이들과도 구분되게 황실에 관련된 활동에 매진했다. 매년 8월 15일이면 야스쿠니 신사 가까이 거리 행진을 했고, 이에 대해 비판적인 행동하는 보수 등 우익단체와 충돌하기도 했다.
황실 관련 행사가 일단락된 1991년(헤이세이 3년) "발전적 해산"을 선언했으나, 그 직후 "재집결"했다. 이후 반천련은 3년간의 활동기간과 3년간 해산 및 활동재검토 기간을 번갈아 하는 형태를 취하고 있다.

## 같이 보기
- 반천황제전국개인공투 가을폭풍
- 천황제 폐지론